# Struga
Struga (în macedoneană Струга) este un oraș din Republica Macedonia situat în regiunea Sud-Vest a țării, la nord de Lacul Ohrid. De asemenea este și un oraș de importanță turistică. Orașul este recunoscut și pentru renumitul festival internațional de poezie "Serile de Poezie de la Struga".
Prin Struga trece râul Drinul Negru care desparte orașul în două părți.